# Circle of Life
L’Histoire de la vie
Pistes de Le Roi lion
I Just Can't Wait to Be King
(2)
Circle of Life (L'Histoire de la vie en version française) est une chanson composée par Elton John, sur des paroles de Tim Rice, pour le long métrage d'animation des studios Disney, Le Roi lion (1993). Elle évoque le cycle de la vie.
Sur l'album original anglais sorti en 1994, deux versions étaient proposées :
- la première, interprétée par Carmen Twillie, associée à Lebo M pour les chants en zoulou[1], accompagne le générique de début de la version anglophone du film ;
- la seconde, interprétée par Elton John, est audible dans le générique de fin.

La version française, L'Histoire de la vie, écrite par Luc Auvilier et Claude Rigal-Ansous, et chantée par Debbie Davis accompagne le générique de début de la version francophone, et reprend également le chant en zoulou de Lebo M. L'adaptation française de la comédie musicale Le Roi lion est signée quant à elle Stéphane Laporte.

## Reprises
La chanson a été remixée par Mat Zo dans une version publiée dans l'album Dconstructed (en) en 2014.

## Classements

### Classements hebdomadaires
| Classement (1994–1995)                        | Meilleure place atteinte |
| --------------------------------------------- | ------------------------ |
| Allemagne (Official German Charts)            | 10                       |
| Australie (ARIA)                              | 60                       |
| Autriche (Ö3 Austria Top 40)                  | 30                       |
| Belgique (Ultratop 50 Flanders)               | 5                        |
| Canada Top Singles (RPM)                      | 3                        |
| Canada Adult Contemporary (RPM)               | 1                        |
| Écosse (Official Charts Company)              | 7                        |
| États-Unis Billboard Hot 100                  | 18                       |
| États-Unis Adult Contemporary (Billboard)     | 2                        |
| États-Unis Mainstream Top 40 (Billboard)      | 26                       |
| Irlande (IRMA)                                | 9                        |
| Islande (Íslenski Listinn Topp 40)            | 5                        |
| Nouvelle-Zélande (Recorded Music NZ)          | 13                       |
| Pays-Bas (Dutch Top 40)                       | 5                        |
| Pays-Bas (Single Top 100)                     | 7                        |
| Royaume-Uni Singles (Official Charts Company) | 11                       |
| Suède (Sverigetopplistan)                     | 3                        |
| Suisse (Schweizer Hitparade)                  | 2                        |

### Classements de fin d'année
| Classement (1994)               | Position |
| ------------------------------- | -------- |
| Canada Top Singles (RPM)        | 32       |
| Canada Adult Contemporary (RPM) | 20       |
| Suède (Sverigetopplistan)       | 42       |

| Classement (1995)                  | Position |
| ---------------------------------- | -------- |
| Allemagne (Official German Charts) | 79       |
| Suède (Sverigetopplistan)          | 64       |
| Suisse (Schweizer Hitparade)       | 48       |